# Ángel Spinoglio
Ángel Spinoglio (* 4. April 1931 in Canelones, Uruguay; † 31. Mai 2012) war ein uruguayischer Unternehmer und Politiker.
Spinoglio kam als Sohn des Juan José Spinoglio Ricci († 1948) und der Delfina Marenco Dicci zur Welt. Seine Eltern waren Nachkommen von Einwanderern aus dem Piemont. Seine Schulausbildung absolvierte er am Liceo Joaquín Suarez. 1957 heiratete er Blanca Perdomo, mit der er fünf Töchter und vier Söhne hatte.
Spinoglio war beruflich als Wein-Unternehmer im 1904 in Uruguay durch seinen 1880 nach Uruguay eingewanderten Großvater Luigi Spinoglio Mazzucco und seine Großmutter María Ricci errichteten Familienbetrieb tätig, den Ángel Spinoglio 1949 nach dem Tod des Vaters übernahm. Spinoglio trat 1950 der Partido Socialista bei, deren Zentralkomitee er ab 1994 angehörte. 1971 war er zudem Mitbegründer der Frente Amplio. Spinoglio hatte in der 43. Legislaturperiode vom 14. Oktober 1991 bis 14. November 1991, vom 1. Juni 1992 bis 1. Juli 1992 und erneut vom 1. September 1993 bis 1. Oktober 1993 ein Mandat als stellvertretender Abgeordneter – er vertrat jeweils Ramon Legnani – für das Departamento Canelones in der uruguayischen Abgeordnetenkammer inne. Zweimal, 1994 und 2000, trat er als Kandidat der Frente Amplio in Canelones bei den Intendenten-Wahlen für die Intendencia Municipal von Canelones an. Von Juli 1995 bis Februar 2000 hatte er den Vorsitz der Comisión Administradora del Mercado Modelo inne.